# Charalampos Mavrias
Charalampos Mavrias (Zacinto, 21 de fevereiro de 1994) é um futebolista grego que atua como meia. Atualmente, joga pelo clube alemão Fortuna Düsseldorf, emprestado pelo Sunderland.